# تیم ملی بسکتبال نیجر
تیم ملی بسکتبال نیجر، نماینده نیجر در مسابقات بین المللی بسکتبال است. این تیم توسط فدراسیون بسکتبال این کشور (FENIBASKET) اداره می شود. 
نیجر بهترین عملکرد خود را در مسابقات قهرمانی بسکتبال آفریقا در سال ۱۹۶۸ داشت، زمانی که نیجر پس از شکست ۷۳–۶۲ساحل عاج هشتم شد.